# Regillio Simons
Regillio Simons (født 28. juni 1973) er en tidligere hollandsk fodboldspiller.